# Graciane Finzi
Graciane Finzi, née le 10 juillet 1945 à Casablanca, est une compositrice française.

## Biographie
Née dans une famille de musiciens, Graciane Finzi étudie d'abord au conservatoire de Casablanca alors dirigé par Georges Friboulet, puis au Conservatoire national supérieur de musique de Paris où elle obtient les prix d'harmonie, contrepoint, fugue et composition. En 1979, elle est nommée professeur au CNSMD de Paris. Elle est en résidence à l'Orchestre national de Lille de 2001 à 2003.

## Récompenses
- 1982 : Grand prix de la promotion symphonique de la Sacem
- 1989 : Prix Georges Enesco
- 1992 : Prix de la Sacem pour son opéra Pauvre Assassin
- 1992 : Prix de la SACD
- 2001 : Grand prix de la SACEM pour l’ensemble de son œuvre
- 2006 : Prix Chartier décerné par l’Institut de France
- 2013 : Prix musique SACD

## Œuvres
Le catalogue de Graciane Finzi se compose d’une centaine d’œuvres et de sept opéras. Une partie des partitions des œuvres de Graciane Finzi est éditée par les éditions Billaudot. :
- Profil sonore, pour clavecin, créé par Elisabeth Chojnacka (1968)
- Les chiens qui rêvent dans la nuit, Trio pour harpe, flûte et alto (1982)
- La tombée du jour, pour voix et orchestre créé par José Van Dam
- Ainsi la Vie pour alto seul (1991)
- Sud, créé par l'Orchestre symphonique français (1992)
- Concerto pour piano et orchestre, soliste, Jean-Claude Pennetier
- Errance dans la nuit pour violoncelle et orchestre, créé par Gary Hoffman
- Univers de Lumière, texte dit par Michel Piccoli
- Le clavier fantastique, opéra pour enfants sur un texte original de Jules Verne (2000)
- Ode à Dalí, texte de Federico Garcia Lorca, pour récitant cantaor, guitare flamenca et ensemble instrumental (2000)
- Osmose pour guitare et alto (2001)
- Impression Tango pour violon (ou alto, ou violoncelle) et accordéon ou piano (2005)
- Concerto pour alto et orchestre
- Le crépuscule du Kol Nidré, thème et variations pour violoncelle solo (2009)
- Scénographies d'Edward Hopper, mélologue pour récitant et onze cordes, sur des textes de Soleil dans une pièce vide de Claude Esteban, créé le 24 mars 2014 au Théâtre des Célestins à Lyon avec Claudia Stavisky, récitante, et le Paris Mozart Orchestra dirigé par Claire Gibault. L'œuvre a été enregistrée le 26 novembre 2016 à la Grande Salle de l'Arsenal de Metz avec Natalie Dessay en récitante, et publiée dans le double album Pictures of America (Sony Classical).
- Fantaisie-Concerto, pour alto & orchestre (2019)
- Ouverture pour une symphonie, pour orchestre (2020)
- ´´L’existence du possible’´, commande du Paris Mozart Orchestra créé à la deuxième édition du concours de cheffes d’orchestre ´´La Maestra’´ (6 mars 2022)

## Décorations
- Chevalière de l'ordre des Arts et des Lettres (2020)[2]

Le 11 juillet 2025, elle est nommée au grade de chevalier dans l'ordre national de la Légion d'honneur au titre de « compositrice de musique ; 56 ans de services »,.